# Kenézpatak
Kenézpatak (ukránul: Чорний Потік) település Ukrajnában, Kárpátalján, a Huszti járásban.

## Fekvése
Ilosvától északnyugatra, Végmártonka és Boród közt fekvő település.

## Története
Kenézpatak és környéke ősidők óta lakott, területén bronzkorból származó leletek kerültek napvilágra.
A trianoni békeszerződés előtt Bereg vármegye Felvidéki járásához tartozott. 1910-ben 602 lakosából 142 magyar, 460 ruszin volt. Ebből 560 görögkatolikus, 42 izraelita volt.